# Gerlingen
Gerlingen ist eine Stadt im Landkreis Ludwigsburg in Baden-Württemberg. Sie hat 18.392 Einwohner (31. Dezember 2024). Gerlingen liegt westlich der Landeshauptstadt Stuttgart und etwa zehn Kilometer südwestlich der Kreisstadt Ludwigsburg. Sie gehört zur Region Stuttgart (bis 1992 Region Mittlerer Neckar) und zur europäischen Metropolregion Stuttgart.

## Geographie
Gerlingen ist die südlichste Gemeinde im Landkreis Ludwigsburg und liegt 336 m ü. NN.

### Stadtgliederung
Zu Gerlingen gehören die Stadt Gerlingen, die Stadtteile Gehenbühl und Schillerhöhe und die Häuser Bopser, Forchenrain, Gerlinger Heide, Glemstal, Krummbachtal und Stöckach sowie die abgegangenen Ortschaften Hausen am Gerlinger See, Höferle und Burg Richtenberg.

### Nachbargemeinden
Gerlingen grenzt im Norden an die Stadt Ditzingen, die gleichfalls im Landkreis Ludwigsburg liegt; im Osten an den Stadtkreis der Landeshauptstadt Stuttgart (Stadtteile Hausen, Giebel, Bergheim, Solitude, Wildpark und Büsnau); im Westen an die Stadt Leonberg im Landkreis Böblingen.

### Flächenaufteilung
Nach Daten des Statistischen Landesamtes, Stand 2014.

### Naturgeographie

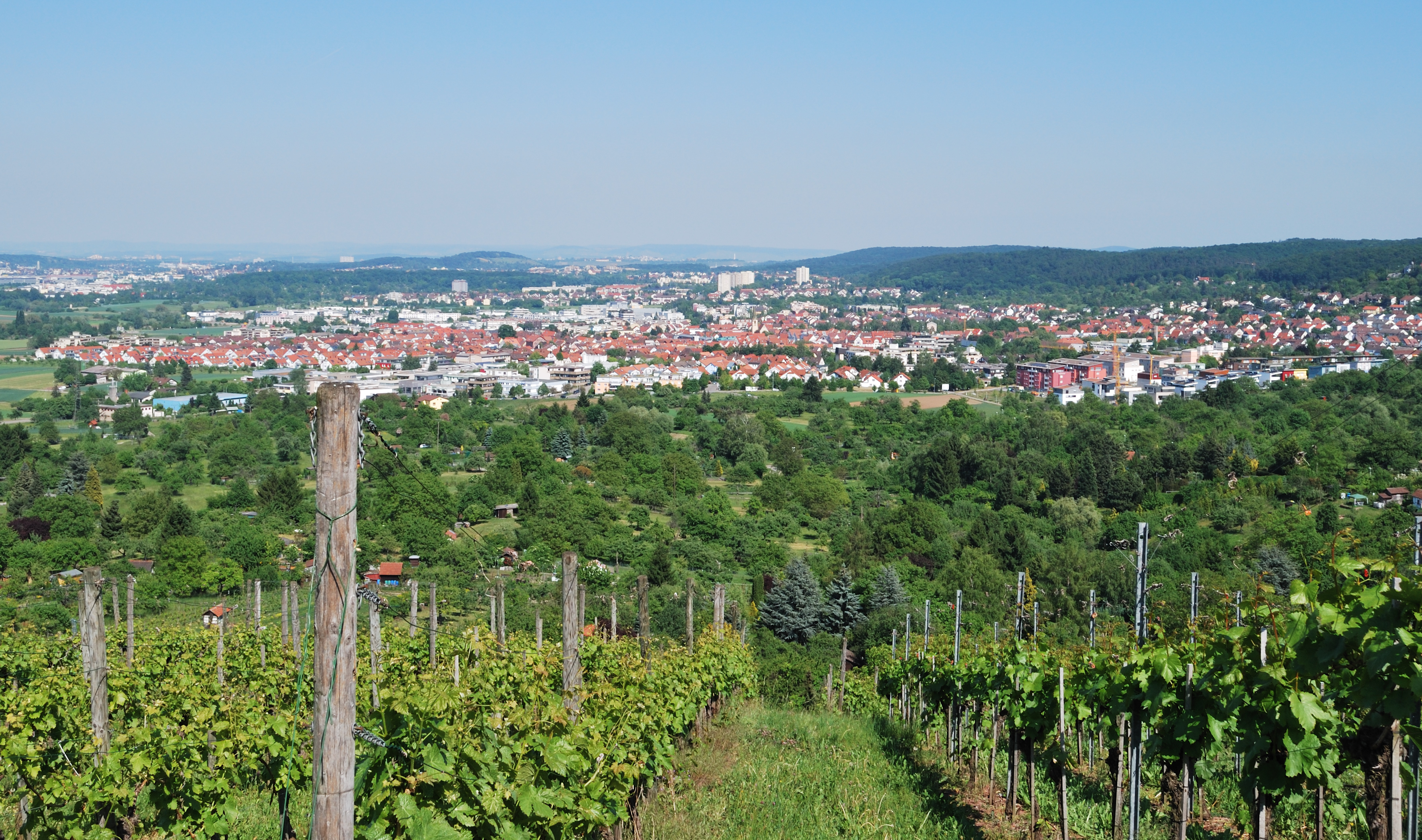
Ansicht vom westlich gelegenen Forchenrain

Das Stadtgebiet zerfällt naturräumlich in zwei recht verschiedene Teile. Im Norden hat Gerlingen Anteil am südwestlichen Neckarbecken. Dazu gehören am flachen südlichen Strohgäurand mit dem Langen Feld von Löss bedeckte, vor der Siedlungsexpansion überwiegend ackerbaulich genutzte Gäulandschaften. Richtung Süden prägen in den auf rund 500 Meter ansteigenden Höhen bis heute ausgedehnte Streuobstwiesen, einige Weinberge sowie Wälder das Landschaftsbild. Dieser Teil ist außer am Berganstieg sowie der „Waldsiedlung“ auf dem Höhenkamm kaum besiedelt. Die stark bewaldeten Keuperhöhen, die zum rund 30.000 Hektar großen Glemswald gehören, reichen bis an den Lauf der oberen Glems. Hier liegt das Krummbachtal mit bedeutenden Vorkommen von Amphibien. Auf der Höhe an der Westgrenze der Stadt zu Leonberg ist das Naturschutzgebiet Gerlinger Heide ausgewiesen.

## Geschichte

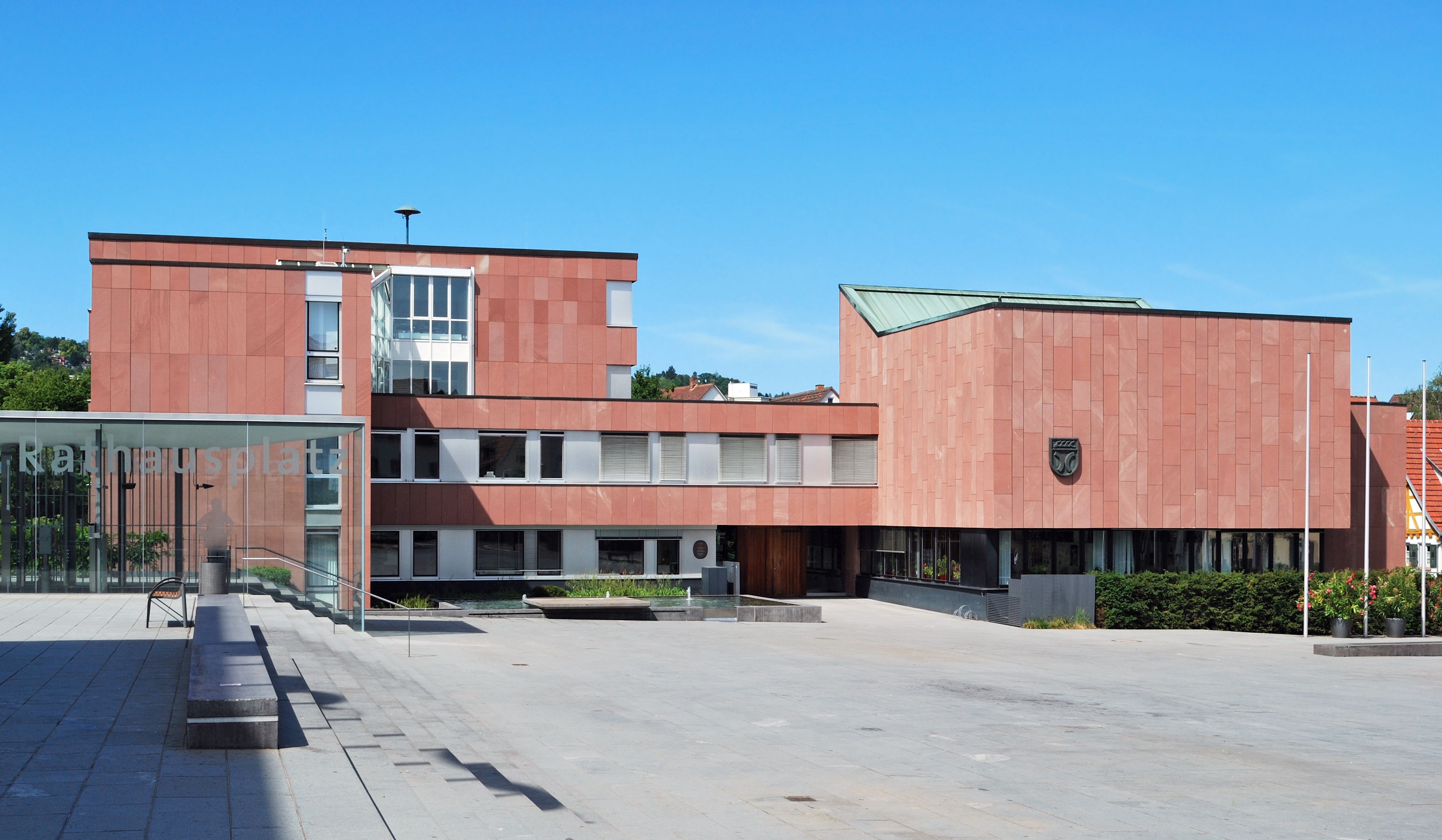
Das neue Rathaus

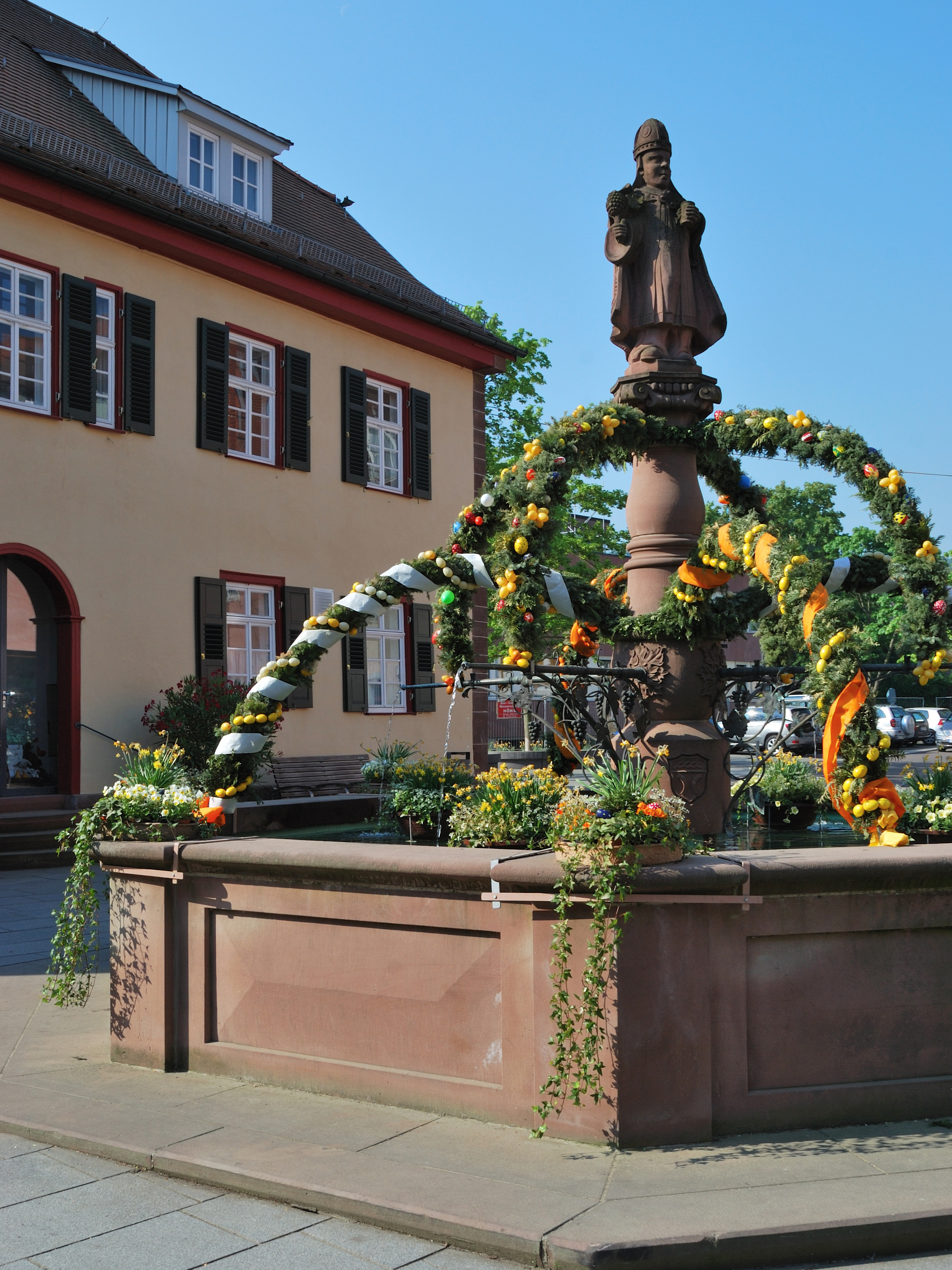
Der österlich geschmückte Urbanbrunnen vor dem Alten Rathaus

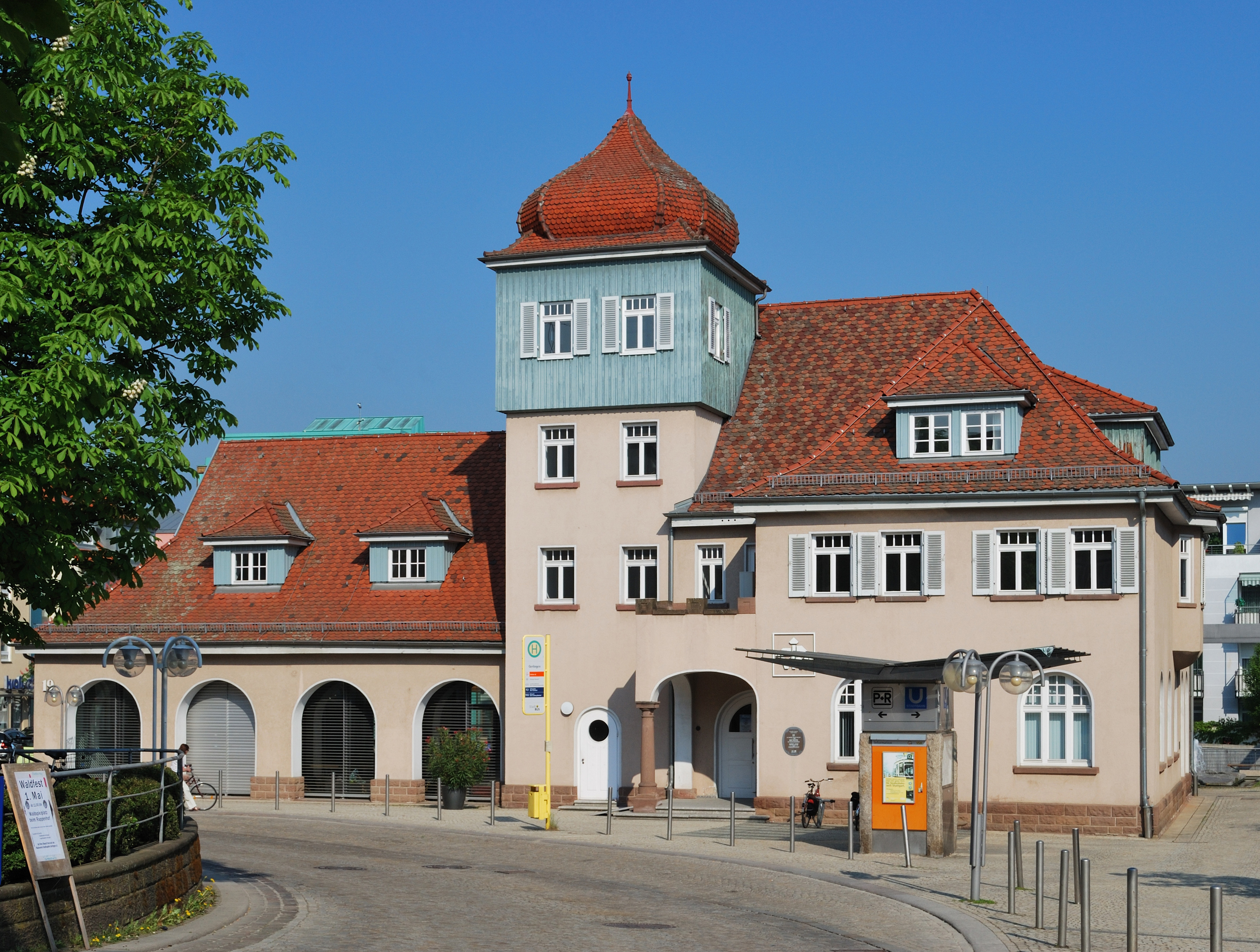
Ehemaliges Feuerwehrhaus von Gerlingen, jetzt Sitz der Volkshochschule

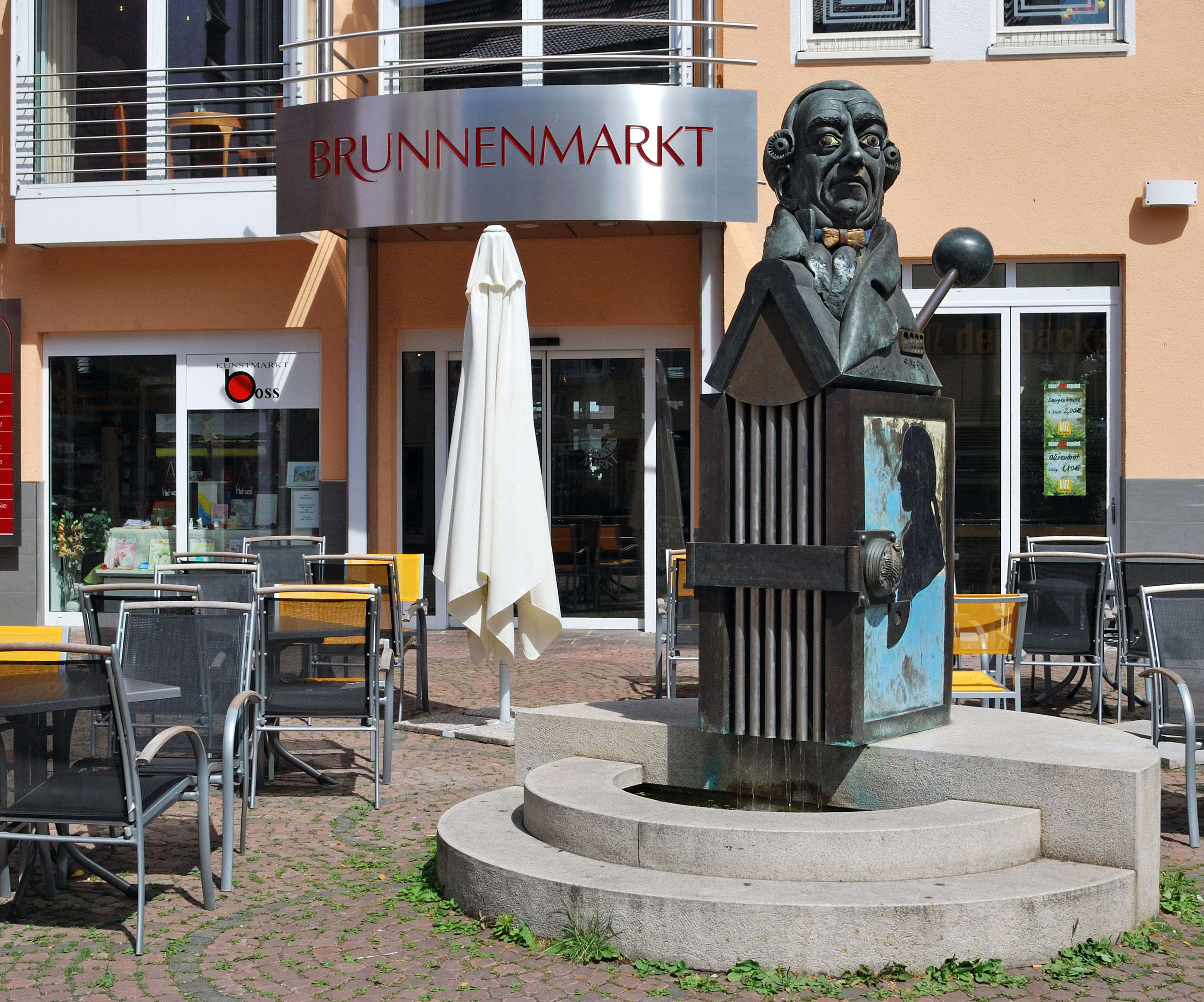
Johann-Caspar-Schiller-Brunnen

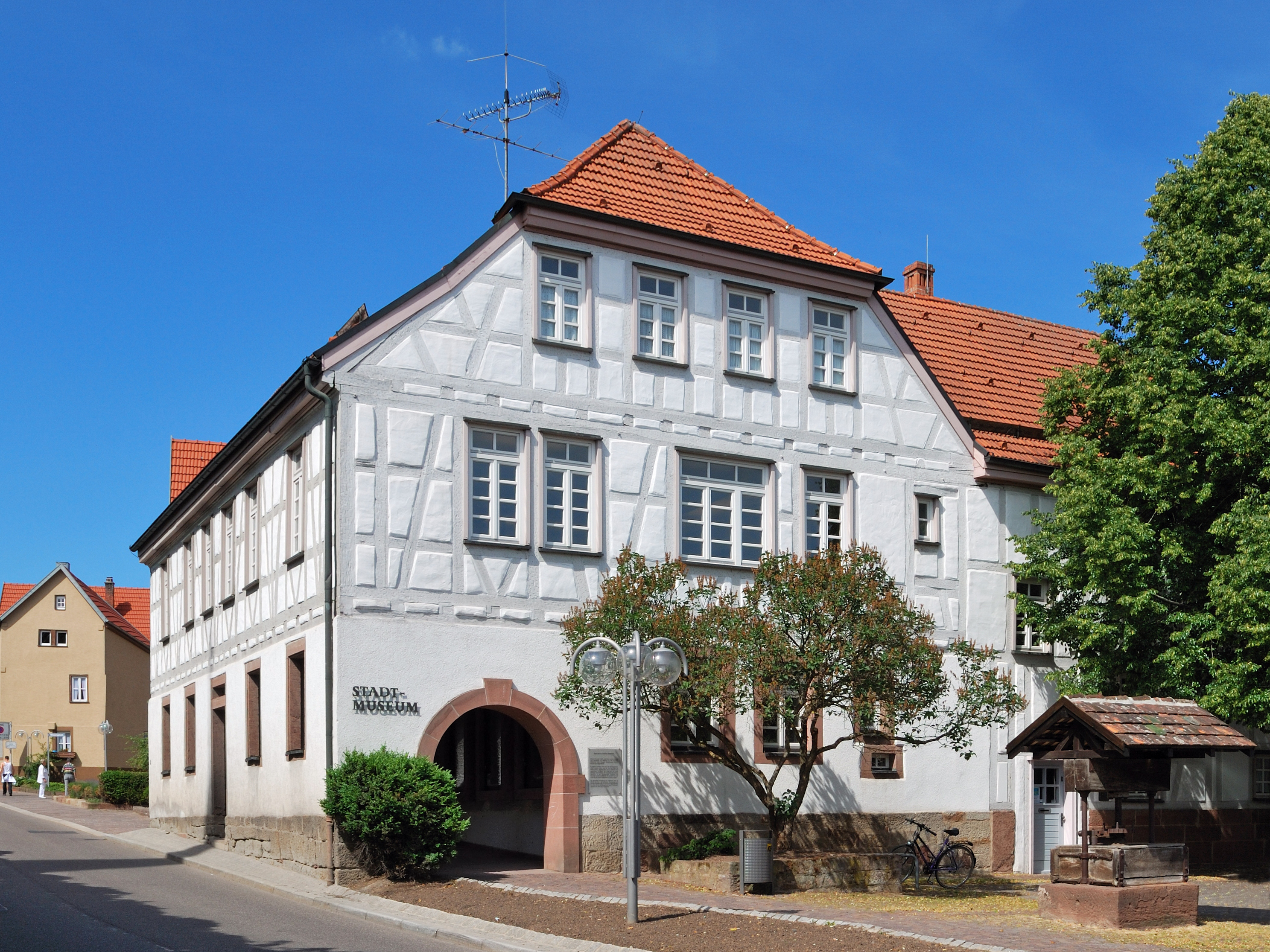
Stadtmuseum

### Vor- und Frühgeschichte
Es ist nicht bekannt, ob schon in der Altsteinzeit Menschen auf Gerlinger Gemarkung lebten. Die einzigen Funde aus dieser Zeit bestehen aus drei Stücken eines Mammutzahns, die 1955 bei Kanalisationsarbeiten gefunden wurden. Im Frühneolithikum zeigen sich erste Siedlungsspuren der Linearbandkeramik-Kultur. Seit 1972 die Siedlungsreste einschließlich Geräten aus Feuer- und anderem Gestein und Knochen nebst Tonscherben ausgegraben wurden, gilt Gerlingen als das älteste bandkeramische Dorf Württembergs. Unter diesen Funden befindet sich auch ein auffälliges kleineres Fußgefäß, das wahrscheinlich aus Südosteuropa stammt. Im Jahre 1994 fanden sich Reste der „Hinkelstein-Kultur“ und der „Großgartacher Kultur“ (circa 4800–4600 v. Chr.). Für den Zeitraum um 4700–4300 v. Chr. ist eine Siedlung der „Rössener Kultur“ nachgewiesen. Aus den Funden lässt sich schließen, dass am Ende des 5. Jahrtausends v. Chr. Angehörige der sogenannten „Schwieberdinger Kultur“ auf dem Gebiet des heutigen Gerlingen lebten. Die „Schwieberdinger Kultur“ wurde dann von der Kultur verdrängt, die sich schließlich in ganz Mitteleuropa ausbreitete, nämlich von der „Michelsberger Kultur“. Bereits 1935 fand man beim Autobahnbau die Überreste einer dieser Kultur zuzurechnenden Keramik. Nur einige wenige Tonscherben belegen die Fortdauer der Besiedelung der Gerlinger Markung während der Bronzezeit. Jedoch zeigt ein durch einen Pflug beschädigtes Urnengrab, dass auch im Strohgäu die Weise der Totenbestattung sich der neuen Zeit anpasste. Die sogenannte Urnenfelderkultur bildet in der Archäologie den Schlusspunkt der Bronzezeit.
Eine neue Gruppe von Menschen, die sich im 5. vorchristlichen Jahrhundert bis nach Britannien ausbreitete, erreichte nachweislich bereits im 6. Jahrhundert Südwestdeutschland: die Kelten. Berühmt ist das Grab des Keltenfürsten von Hochdorf, das sich nur wenige Kilometer Luftlinie von Gerlingen entfernt befindet. Dieser Keltenfürst wird der Hallstattzeit zugerechnet, die auch in Gerlingen Spuren hinterließ. Drei Siedlungen und ein Grabhügelfeld dieser Zeit kennt man hier, die allerdings durch Bauarbeiten weitgehend zerstört wurden. In der der Hallstattzeit sich anschließenden Latènezeit setzte sich die Besiedelung fort, wie sich anhand von Scherbenfunden nachweisen lässt.

### Zeit der Römer und Alemannen
Auch die Römer ließen sich am Fuße der Schillerhöhe, die sich über Gerlingen erhebt, nieder. Zeugen römischer Siedler sind die Überreste zweier römischer Gutshöfe, die bereits 1840 zum Vorschein kamen. Neben relativ unscheinbaren Mauerresten, einem Brunnen und der Ruine einer römischen Töpferei fand man auch die Überreste einer Fußbodenheizung.
Die Herrschaft der Römer in Südwestdeutschland endete mit der Ankunft der Alemannen 259/260. Gräberfunde seit 1880 belegen, dass sie sich auch in Gerlingen niederließen. Schwerter, Lanzenspitzen und sogar Schmuck, die man in ihnen entdeckte, beweisen ihre Anwesenheit.

### Frühes Mittelalter
Der erste Nachweis „moderner“ Geschichte des Ortes Gerlingen stammt aus dem Jahr 797 mit der ersten urkundlichen Erwähnung als Gerringen im Lorscher Codex anlässlich einer Schenkung an das Kloster Lorsch. Eine weitere Schenkung ist 814 verzeichnet. 902 tauschte das Kloster seinen Besitz im Strohgäu allerdings bei einem gewissen Reginbodo gegen einen großen Hof in Viernheim ein.

### Mittelalter
Im Mittelalter gehörte die Markung Gerlingen einem Rittergeschlecht, dessen Angehörige Dienstmannen der Grafen von Calw waren. Um 1100 wurde ein Benso de Gerringen (ursprüngliche Schreibweise für Gerlingen) im Hirsauer Codex erwähnt, um 1120 ein Adalbertus. 1150 erschien der Name eines Wortwinus, eines Lehensmanns Herzogs Welf VI. Das überlieferte Wappen der Ritter von Gerringen, deren Angehörige noch im 14. Jahrhundert nachweisbar sind, wurde 1937 in das Wappen der Gerlinger Gemeinde integriert. Ihre Burg, die Burg Richtenberg, die sie auf der Höhe über Gerlingen erbauten, musste laut Überlieferung 1311/12 einer Belagerung standhalten. Die Überreste von Burg Richtenberg waren bis ins 19. Jahrhundert noch sichtbar, wie sich einer Flurkarte aus dem Jahr 1827 entnehmen lässt.
Mitte des 14. Jahrhunderts kam Gerlingen zur württembergischen Vogtei (dem Amt) Leonberg, wie aus einer Urkunde hervorgeht, die 1347 den ersten Vogt benannte. Nach Leonberg mussten nun auch die Steuern entrichtet werden, die in der sogenannten „Leonberger Urbaren“ aufgezeichnet wurden. Brauch und Recht wurden im „Gerlinger Dorfbuch“ aufgezeichnet. Ein erhaltenes Exemplar von 1485 gibt Auskunft über Zuzugs- und Heiratsgebühren. Seit 1559 ist in Gerlingen eine eigene Schule belegt.

### 17. Jahrhundert
Im Juli 1622 kam der Dreißigjährige Krieg im Dorf Gerlingen an. Die Soldaten des Leonberger Bezirks, zu dem Gerlingen seit dem 14. Jahrhundert gehörte, wurden eingezogen und mussten in der Nähe von Maulbronn ihren Dienst als Grenzwachen leisten, wo sie mit den wilden Scharen des kaiserlichen Feldmarschalls Tilly Bekanntschaft in einer blutigen Schlacht machten. Auch von Durchmärschen und Einquartierungen feindlicher Soldaten blieb Gerlingen nicht verschont. In den Jahren 1634 bis 1638 quartierte sich der katholische General des Kaisers Mathias Graf von Gallas im Oberamt Leonberg ein, an den die Gerlinger Geld und Naturalien abliefern mussten. Dazu kam noch die Pest, an der insbesondere 1635 viele Gerlinger starben. Insgesamt kosteten Krieg und Pest im Dorf Gerlingen etwa 800 Menschen das Leben. Die Einwohnerzahl der Zeit vor dem Krieg konnte erst 170 Jahre später wieder erreicht werden. Das daraus resultierende Elend rief 1648 den „Propheten“ Hans Keil auf den Plan, dessen Geschichte von Bänkelsängern auf den Marktplätzen ganz Süddeutschlands verbreitet wurde. Im Jahre 1669 kam es zur Gerlinger Bürgerfehde, ebenfalls ein Ausdruck des Elends der Zeit nach dem Dreißigjährigen Krieg, als sich die Gerlinger wegen vermeintlichem Betrug der Ortsobrigkeit bei der Verwaltung des Zehnten auflehnten. Auch ein Hexenprozess ist aus dem Jahr 1672 aus Gerlingen überliefert. Allerdings ging dieser für die Angeklagte Margaretha Butzenbach, ein 16-jähriges psychisch gestörtes Mädchen, relativ glimpflich aus.
Nach dem Westfälischen Frieden im Jahr 1648 gelang es dem französischen König Ludwig XIV., sein Territorium beträchtlich in Richtung Osten zu erweitern. Danach erhob er Ansprüche auf die Kurpfalz. 1688 stellte der französische Marschall Duras ebenfalls hohe finanzielle Forderungen an das Herzogtum Württemberg, die aber abgelehnt wurden. Daraufhin rückten die Truppen des französischen Kommandanten General Mélac auch in Gerlingen ein. Bereits im Dezember 1688 gelang es schwäbischen Einheiten, die in Ungarn gegen die Türken gekämpft hatten und nun wieder in die Heimat zurückkehrten, Mélac mitsamt seinen Soldaten wieder zu vertreiben. Im Juli 1693 wurde Gerlingen erneut von einem französischen Heer heimgesucht. Die Dorfbewohner suchten innerhalb der Leonberger Stadtmauern Schutz. Gerlingens Nachbardörfer wurden von den Franzosen eingeäschert. Das blieb Gerlingen zwar erspart, doch wurde die Gemeinde gezwungen, sogenannte „Sauvegardes“ („Schutzwachen“) einzuquartieren, wofür sie auch noch 600 Gulden bezahlen musste. Darüber hinaus wurden ihr die Kirchenglocken geraubt.

### 18. Jahrhundert
Im 18. Jahrhundert hatte Gerlingen unter dem chronischen Geldmangel des Herzogs Carl Eugen zu leiden. Dieser vertrieb nicht nur den lange Zeit auf dem Schloss Solitude in Gerlingen wohnhaften berühmten Dichter Friedrich Schiller, sondern verkaufte auch Gerlinger Bürger als Soldaten. Außerdem mussten die Dorfbewohner ständig Frondienste leisten, wie beispielsweise die harten Dienste beim Bau des Lustschlosses Solitude.
Der Vater des Dichters, Johann Caspar Schiller, betrieb auf dem bis 1943 zu Gerlingen gehörenden Schloss Solitude die größte Obstbaumschule Süddeutschlands und legte damit die Grundlage für ausgedehnte Streuobstwiesen. Johann Caspar Schiller wurde genauso wie seine Tochter Karoline Christiane „Nanette“ Schiller 1796 an der Gerlinger Petruskirche begraben.

### 19. Jahrhundert
Bei der Neugliederung des jungen Königreichs Württemberg am Anfang des 19. Jahrhunderts überstand das altwürttembergische Oberamt Leonberg die Verwaltungsreform, so dass Gerlingen bis 1938 diesem zugeordnet blieb.
Im 19. Jahrhundert stammten zahlreiche Missionare aus Gerlingen. Die beiden berühmtesten sind der „Entdecker“ des Kilimandscharo, Johannes Rebmann (1820–1876), der von 1846 bis 1875 in Ostafrika wirkte und der Sprachforscher Johannes Zimmermann (1825–1876). Die Johannes-Rebmann-Stiftung hat das aus dem 16. Jahrhundert stammende Geburtshaus von Johannes Rebmann, dessen Eigentümer das Haus in den 1990er Jahren abreißen lassen wollten, erworben, saniert und darin eine öffentlich zugängliche Missionarsstube eingerichtet. Wegen der zahlreichen Missionare, die aus der Stadt kamen und von denen es auch heute noch aktive gibt, wird Gerlingen gelegentlich auch „Missionarsstadt“ genannt.

### 20. und 21. Jahrhundert
Der Erste Weltkrieg (1914 bis 1918) kostete 119 Soldaten aus Gerlingen das Leben. An seinem Ende wurde die Weimarer Republik ausgerufen und zum ersten Mal durften auch die deutschen Frauen zur Wahlurne schreiten. Die Beteiligung bei der Wahl der Verfassunggebenden Landesversammlung am 12. Januar 1919 betrug in Gerlingen 91,2 Prozent. Im Jahre 1926 wurde Gerlingen an das Feuerbacher Straßenbahnnetz angeschlossen.

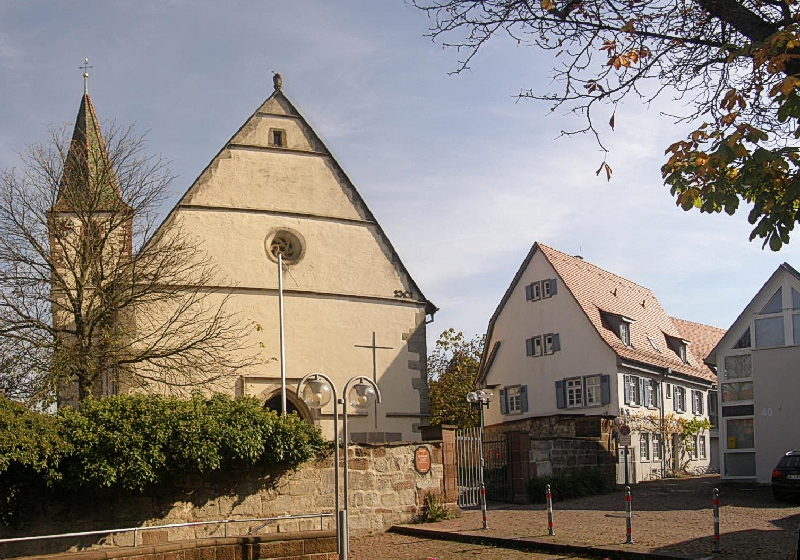
Petruskirche

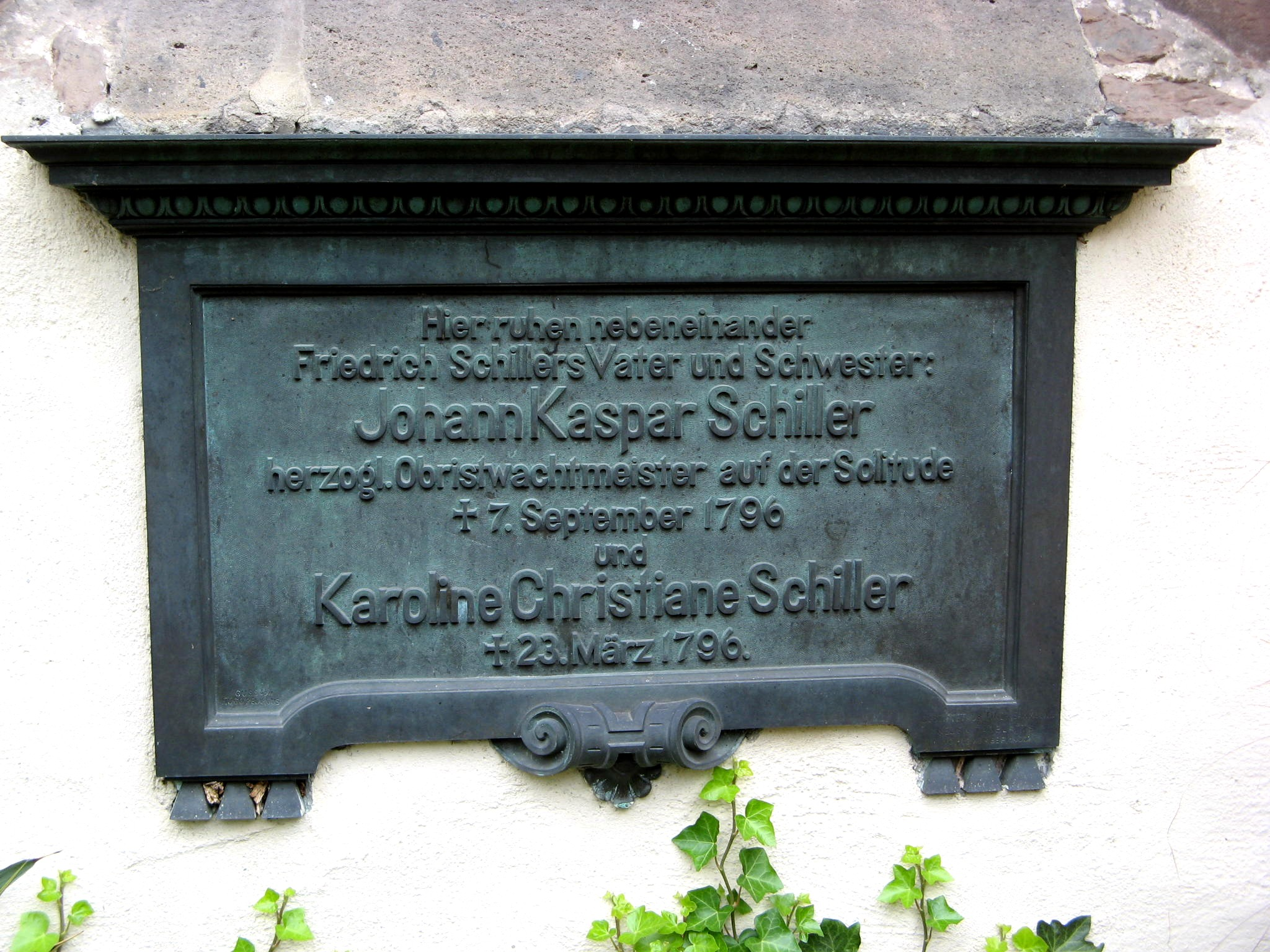
Elterngrab Schillers an der Petruskirche in Gerlingen

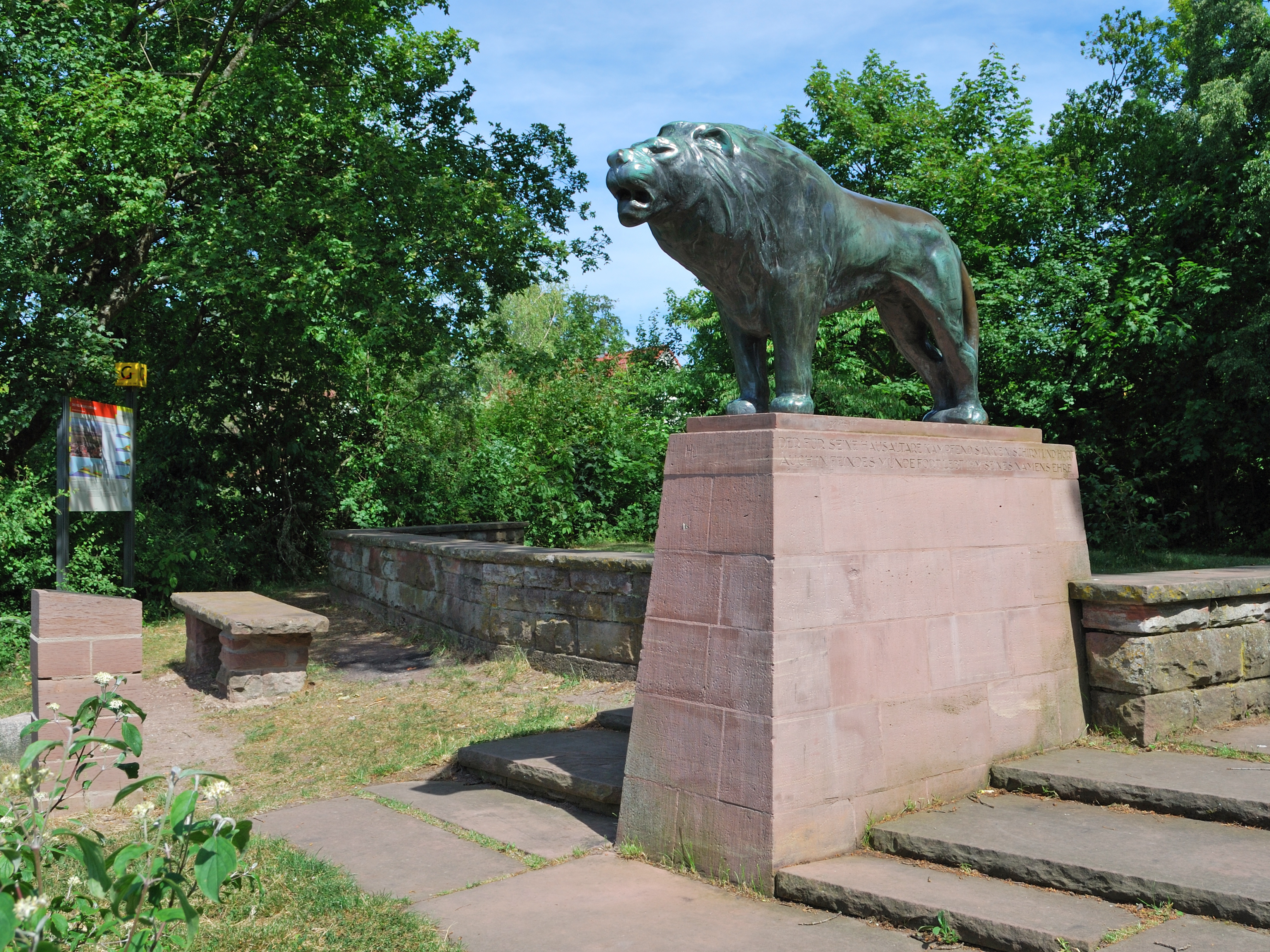
Der Gerlinger Löwe auf dem Schlossberg

Am Ende der Weimarer Republik erreichten die Kommunisten in Gerlingen sehr gute Wahlergebnisse, während die Nationalsozialistische Deutsche Arbeiterpartei selbst bei der von Repressionen begleiteten Reichstagswahl im März 1933 nur auf 36,6 Prozent kam. Der Gerlinger Gemeinderat wurde jedoch ebenso gleichgeschaltet wie alle anderen in Deutschland, und Bürgermeister Paul Hohly bekam ihn kontrollierende NS-Beigeordnete zur Seite gestellt. Die Kommunisten Friedrich Frohnmüller, Willi Grau, Eugen Rebmann und der Sozialdemokrat Wilhelm Zeeb wurden auf dem Heuberg in „Schutzhaft“ genommen. Bei der Verwaltungsreform während der NS-Zeit in Württemberg gelangte Gerlingen 1938 zum Landkreis neu errichteten Landkreis Leonberg. Bereits 1938 begann die Erfassung aller wehrpflichtigen Gerlinger und im Sommer 1939 mussten sich die Jahrgänge 1910 bis 1928 zur Musterung einfinden. Ein Jahr später trafen die ersten französischen Kriegsgefangenen zum Arbeitsdienst ein. Im Zweiten Weltkrieg fielen 154 Gerlinger Soldaten und sieben Zivilisten. Durch die von 1942 bis 1945 erfolgten alliierten Luftangriffe wurden 68 Gebäude in Gerlingen zerstört und viele weitere beschädigt.
Eine weitere Folge der Zeit des Nationalsozialismus für Gerlingen bedeutet der Verlust der Solitude, die seit 1852 zur Gerlinger Markung gehörte. Die Nationalsozialisten planten auf dem Gebiet eine Gebietsführerschule der Hitlerjugend und hielten es für günstiger, das Gebiet – 1943 ein Viertel der Gemeindemarkung, auf der sich zudem noch der Gerlinger Wasserbehälter befand – der Gemeinde Stuttgart zuzuschlagen. Nach dem Krieg zahlte Stuttgart eine Entschädigung von 300.000 Deutsche Mark. Zur Rückgabe des Gebietes kam es nicht.
Da Gerlingen nach dem Zweiten Weltkrieg Teil der Amerikanischen Besatzungszone geworden war, gehörte die Gemeinde seit 1945 zum neu gegründeten Land Württemberg-Baden, das 1952 im jetzigen Bundesland Baden-Württemberg aufging.
Im Jahre 1953 erfolgte die Eröffnung des Tuberkulose-Sanatoriums Schillerhöhe in der Bauruine der unvollendeten NS-Gebietsführerschule gegen den Widerstand der Bevölkerung, aus dem sich die Klinik Schillerhöhe, Zentrum für Pneumologie, Thoraxchirurgie und Beatmungsmedizin entwickelte.
Am 30. Juni 1958 erhielt der Ort die Stadtrechte, da sich in 15 Jahren die Einwohnerzahl von 3800 auf 10.000 erhöht hatte. Dies war vor allem ein Ergebnis der Zuwanderung nicht zuletzt auch zahlreicher Vertriebener aus Osteuropa.
Im Jahre 1969 erreichte Gerlingen mit knapp über 19.000 Einwohnern die höchste Einwohnerzahl, die über 40 Jahre kontinuierlich zwischen 18.000 und 19.000 schwankte, bis sie in den 2010er Jahren auf knapp 20.000 stieg – während gleichzeitig in großem Umfang Äcker, Grünland sowie die „Schillerschen“ Streuobstwiesen bebaut wurden und werden.
Mit Auflösung des Landkreises Leonberg wurde Gerlingen 1973 dem Landkreis Ludwigsburg zugeschlagen.
Wirtschaftlich entwickelte sich Gerlingen nach dem Zweiten Weltkrieg ebenfalls vom Dorf zur Stadt. Viele kleinere und größere Industriebetriebe siedelten sich an, der größte darunter ist die Robert Bosch GmbH, die auf der Gerlinger Schillerhöhe ihre Hauptverwaltung hat. Ein Schwimmbad mit Sauna, eine Stadthalle, ein neuer Schulkomplex und eine neue Mehrzweckhalle wurden gebaut. Die Gebäude der Stadtbücherei gelten auch in Architektenkreisen als positives Beispiel moderner Architektur.
Gerlingen ist heute eine überdurchschnittlich von einkommensstarken Haushalten geprägte Stadt, so dass sie in der Region Stuttgart die größte Kaufkraft pro Einwohner aufweist. Gründe hierfür sind einerseits die Nähe zu Stuttgart, die guten Verkehrsanbindungen, die gute wirtschaftliche Situation und die optisch ansprechende Innenstadt, andererseits auch weiche Standortfaktoren wie die vielfältige Vereinslandschaft, ausreichende Kindergartenangebote, attraktive Wohnlagen mit Blick ins Strohgäu am Rande von Weinbergen und Streuobstwiesen sowie ein hoher Waldanteil von fast 50 % der Gemarkung.

### Einwohnerentwicklung
Einwohnerzahlen nach dem jeweiligen Gebietsstand. Die Zahlen sind Volkszählungsergebnisse (¹) oder amtliche Fortschreibungen des Statistischen Landesamtes Baden-Württemberg (nur Hauptwohnsitze).

Einwohnerentwicklung Gerlingens nach nebenstehenden Daten von 1871 bis 2016

| Jahr                | Einwohner |
| ------------------- | --------- |
| 1. Dezember 1871¹   | 1.820     |
| 1. Dezember 1880¹   | 1.975     |
| 1. Dezember 1890¹   | 2.016     |
| 1. Dezember 1900¹   | 1.909     |
| 1. Dezember 1910¹   | 2.166     |
| 16. Juni 1925¹      | 2.303     |
| 16. Juni 1933¹      | 2.817     |
| 17. Mai 1939¹       | 3.669     |
| 13. September 1950¹ | 5.142     |
| 6. Juni 1961¹       | 13.706    |

| Jahr              | Einwohner |
| ----------------- | --------- |
| 27. Mai 1970¹     | 18.191    |
| 31. Dezember 1980 | 18.265    |
| 25. Mai 1987¹     | 17.938    |
| 31. Dezember 1990 | 17.846    |
| 31. Dezember 1995 | 17.943    |
| 31. Dezember 2000 | 18.457    |
| 31. Dezember 2005 | 18.889    |
| 31. Dezember 2010 | 19.025    |
| 31. Dezember 2015 | 19.450    |
| 31. Dezember 2020 | 19.784    |

## Religionen
Seit 1275 ist die Existenz einer Kirche in Gerlingen nachgewiesen. Die bis heute das Stadtbild prägende Petruskirche wurde 1463 bis 1495 erbaut. Seit der Einführung der Reformation in Württemberg 1535/1536 ist Gerlingen vorwiegend evangelisch geprägt. Auch heute gibt es vier evangelische Pfarrämter in der Stadt. Eine römisch-katholische Gemeinde entstand mit dem Zuzug vieler Flüchtlinge insbesondere aus Ungarn nach dem Zweiten Weltkrieg. Daneben gibt es heute auch eine evangelisch-methodistische, eine neuapostolische und eine freikirchliche Gemeinde. Es besteht auch eine Ortsversammlung der Zeugen Jehovas Gerlingen.

## Politik

### Gemeinderat
Der Gemeinderat in Gerlingen besteht aus den 22 gewählten ehrenamtlichen Gemeinderäten und dem Bürgermeister als Vorsitzendem. Der Bürgermeister ist im Gemeinderat stimmberechtigt. Die Kommunalwahl am 9. Juni 2024 führte zu folgendem Ergebnis.
| Parteien und Wählergemeinschaften | Parteien und Wählergemeinschaften           | % 2024  | Sitze 2024 | % 2019  | Sitze 2019 | % 2014  | Sitze 2014 | Gemeinderatswahl in Gerlingen 2024 %3020100 22,5923,6715,4716,568,7610,562,40 FWCDUGrüneJGFDPSPDAfDGewinne und Verlusteim Vergleich zu 2019 %p 4 2 0 −2 −4 −6−0,80+1,79−4,05+1,02−1,12+0,77+2,40FWCDUGrüneJGFDPSPDAfD |
| FW                                | Freie Wähler                                | 22,59   | 5          | 23,39   | 5          | 23,48   | 5          | Gemeinderatswahl in Gerlingen 2024 %3020100 22,5923,6715,4716,568,7610,562,40 FWCDUGrüneJGFDPSPDAfDGewinne und Verlusteim Vergleich zu 2019 %p 4 2 0 −2 −4 −6−0,80+1,79−4,05+1,02−1,12+0,77+2,40FWCDUGrüneJGFDPSPDAfD |
| CDU                               | Christlich Demokratische Union Deutschlands | 23,67   | 5          | 21,88   | 5          | 29,97   | 7          | Gemeinderatswahl in Gerlingen 2024 %3020100 22,5923,6715,4716,568,7610,562,40 FWCDUGrüneJGFDPSPDAfDGewinne und Verlusteim Vergleich zu 2019 %p 4 2 0 −2 −4 −6−0,80+1,79−4,05+1,02−1,12+0,77+2,40FWCDUGrüneJGFDPSPDAfD |
| Grüne                             | Bündnis 90/Die Grünen                       | 15,47   | 3          | 19,52   | 4          | 14,27   | 3          | Gemeinderatswahl in Gerlingen 2024 %3020100 22,5923,6715,4716,568,7610,562,40 FWCDUGrüneJGFDPSPDAfDGewinne und Verlusteim Vergleich zu 2019 %p 4 2 0 −2 −4 −6−0,80+1,79−4,05+1,02−1,12+0,77+2,40FWCDUGrüneJGFDPSPDAfD |
| JG                                | Junge Gerlinger                             | 16,56   | 4          | 15,54   | 4          | 11,38   | 3          | Gemeinderatswahl in Gerlingen 2024 %3020100 22,5923,6715,4716,568,7610,562,40 FWCDUGrüneJGFDPSPDAfDGewinne und Verlusteim Vergleich zu 2019 %p 4 2 0 −2 −4 −6−0,80+1,79−4,05+1,02−1,12+0,77+2,40FWCDUGrüneJGFDPSPDAfD |
| FDP                               | Freie Demokratische Partei                  | 8,76    | 2          | 9,88    | 2          | 6,71    | 1          | Gemeinderatswahl in Gerlingen 2024 %3020100 22,5923,6715,4716,568,7610,562,40 FWCDUGrüneJGFDPSPDAfDGewinne und Verlusteim Vergleich zu 2019 %p 4 2 0 −2 −4 −6−0,80+1,79−4,05+1,02−1,12+0,77+2,40FWCDUGrüneJGFDPSPDAfD |
| SPD                               | Sozialdemokratische Partei Deutschlands     | 10,56   | 2          | 9,79    | 2          | 14,19   | 3          | Gemeinderatswahl in Gerlingen 2024 %3020100 22,5923,6715,4716,568,7610,562,40 FWCDUGrüneJGFDPSPDAfDGewinne und Verlusteim Vergleich zu 2019 %p 4 2 0 −2 −4 −6−0,80+1,79−4,05+1,02−1,12+0,77+2,40FWCDUGrüneJGFDPSPDAfD |
| AfD                               | Alternative für Deutschland                 | 2,40    | 1          | –       | –          | –       | –          | Gemeinderatswahl in Gerlingen 2024 %3020100 22,5923,6715,4716,568,7610,562,40 FWCDUGrüneJGFDPSPDAfDGewinne und Verlusteim Vergleich zu 2019 %p 4 2 0 −2 −4 −6−0,80+1,79−4,05+1,02−1,12+0,77+2,40FWCDUGrüneJGFDPSPDAfD |
| Gesamt                            | Gesamt                                      | 100     | 22         | 100     | 22         | 100     | 22         | Gemeinderatswahl in Gerlingen 2024 %3020100 22,5923,6715,4716,568,7610,562,40 FWCDUGrüneJGFDPSPDAfDGewinne und Verlusteim Vergleich zu 2019 %p 4 2 0 −2 −4 −6−0,80+1,79−4,05+1,02−1,12+0,77+2,40FWCDUGrüneJGFDPSPDAfD |
| Wahlbeteiligung                   | Wahlbeteiligung                             | 68,24 % | 68,24 %    | 66,49 % | 66,49 %    | 63,42 % | 63,42 %    | Gemeinderatswahl in Gerlingen 2024 %3020100 22,5923,6715,4716,568,7610,562,40 FWCDUGrüneJGFDPSPDAfDGewinne und Verlusteim Vergleich zu 2019 %p 4 2 0 −2 −4 −6−0,80+1,79−4,05+1,02−1,12+0,77+2,40FWCDUGrüneJGFDPSPDAfD |

### Bürgermeister
- 1955–1983: Wilhelm Eberhard (parteilos)
- 1983–1999: Albrecht Sellner (CDU)
- 1999–2020: Georg Brenner (parteilos)
- Seit Februar 2020: Dirk Oestringer[10] (parteilos)

### Wappen und Flagge
Das 1937 festgelegte Wappen zeigt unter goldenem Schildhaupt, darin eine schwarze Hirschstange, in Schwarz zwei abgewendete goldene Radfelgen (Lenkscheite). Die Hirschstange steht für die Zugehörigkeit zu Württemberg, während die Radfelgen aus dem Wappen der Herren von Gerlingen entnommen sind. Die Stadtflagge Gerlingens ist gelb-schwarz.

### Städtepartnerschaften

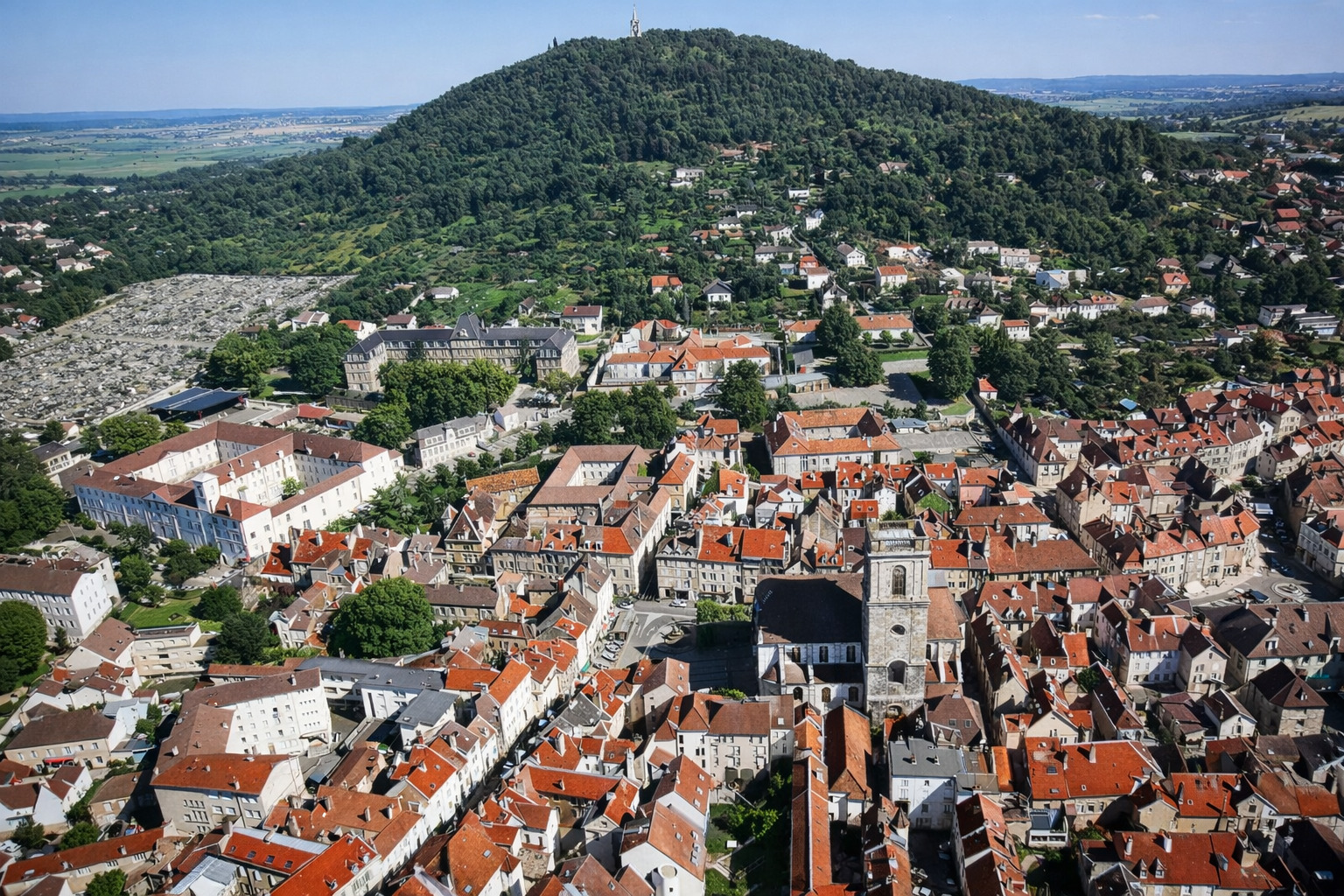
Die Stadt Vesoul, Frankreich

Gerlingen unterhält partnerschaftliche Beziehungen zu:
- Gefell im Bundesland Thüringen in Deutschland
- Vesoul in der Region Bourgogne-Franche-Comté in Frankreich seit 1964,
- Tata (Ungarn) in Ungarn seit 1987 und
- Seaham (Durham) im Vereinigten Königreich seit 1988.
- Die Stadt übernahm 1968 die Patenschaft für die Landsmannschaft der Deutschen aus Ungarn in Baden-Württemberg.

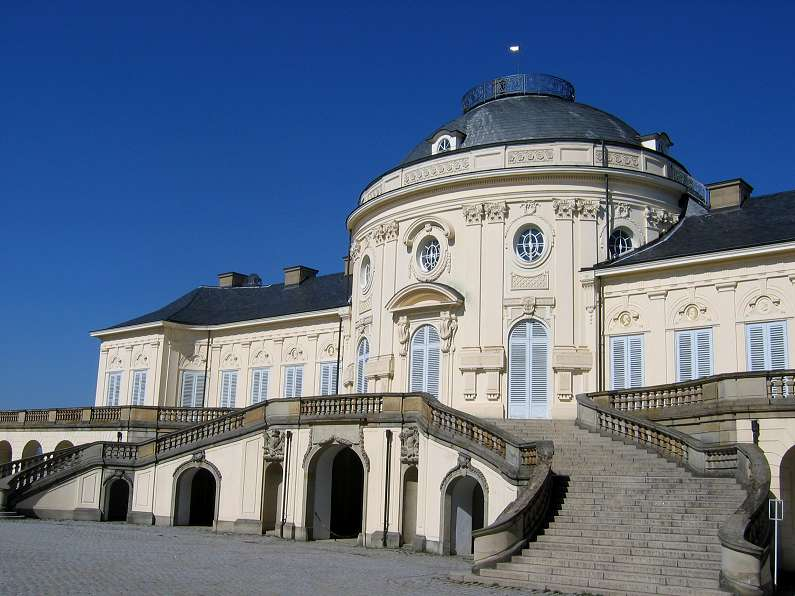
Das Schloss Solitude gehörte bis 1942 zu Gerlingen.

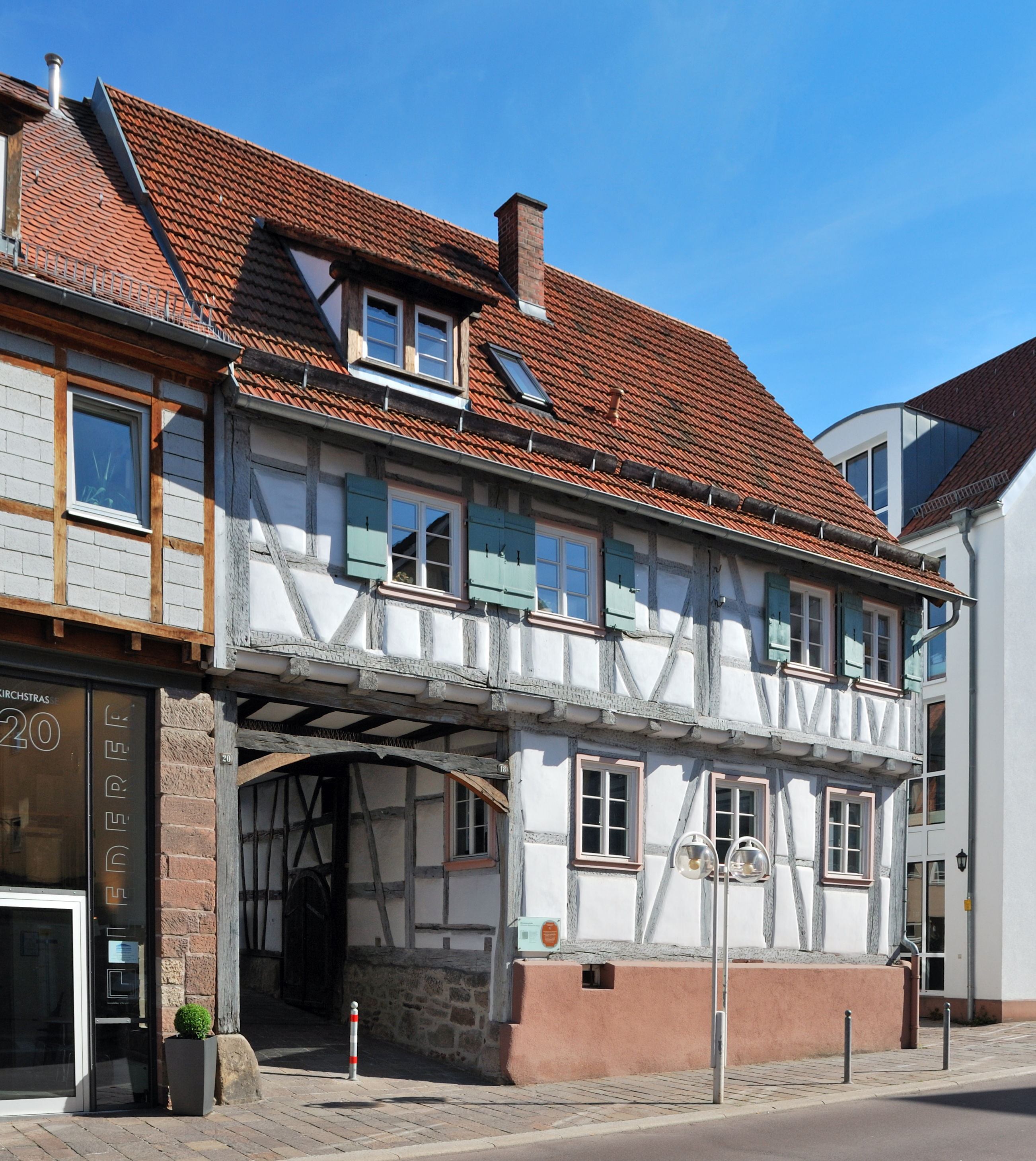
Rebmann-Haus

## Kultur und Sehenswürdigkeiten

### Museen
Neben dem Stadt- und dem Heimatmuseum gibt es auch ein Museum der Deutschen aus Ungarn in Gerlingen.

### Gebäude
- Das Gebiet um das 1763 von Herzog Carl Eugen erbaute Schloss Solitude mit seinem gesamten Wohnplatz gehörte bis zum 1. April 1942 zur Gemeinde (heute Stadt) Gerlingen, wurde schließlich nach Stuttgart eingegliedert und dem Stadtteil Botnang zugeordnet. Das zum Wohnplatz Solitude gehörige Gebiet des Sanatoriums auf der Schillerhöhe wurde 1951 wieder an die Gemeinde Gerlingen zurückgegeben. Das Schloss gehört heute zum Stadtbezirk Stuttgart-West.
- Das Rebmannhaus (benannt nach Johannes Rebmann) mit Missionarsstube, ein Literaturmuseum, wurde von der Denkmalstiftung Baden-Württemberg zum Denkmal des Monats Januar 2004 ernannt.

### Gedenkstätten

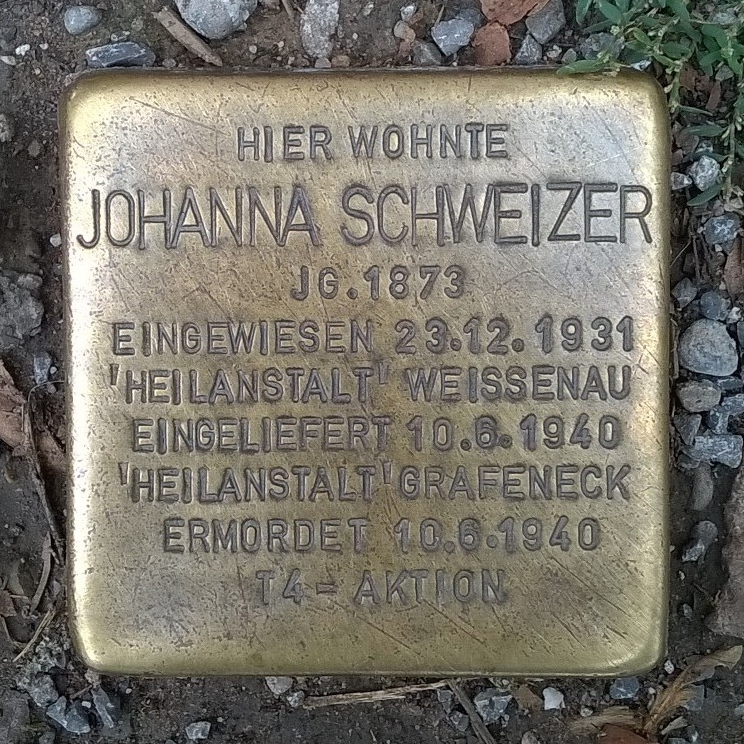
Stolperstein für Johanna Schweizer

Am 13. März 2008 wurde durch den Künstler Gunter Demnig der erste und bislang einzige Stolperstein in Gerlingen verlegt. Die kleine Messingplatte im Gehweg vor dem Stadtmuseum (Weilimdorfer Straße 9) erinnert an die 1873 geborene Johanna Schweizer, die von 1897 bis zu ihrer Erkrankung 1927 in Gerlingen Handarbeiten unterrichtete. Die vermutlich an Depressionen leidende Lehrerin wurde 1931 in der Heilanstalt Weissenau untergebracht. Am 10. Juni 1940 wurde Johanna Schweizer im Rahmen der Euthanasie-Aktion T4 in der Tötungsanstalt Grafeneck von den Nationalsozialisten ermordet. An der Hauswand des Stadtmuseums ist zudem eine Gedenktafel zum Schicksal Johanna Schweizers angebracht.

## Wirtschaft und Infrastruktur

### Weinbau
Gerlingen ist ein Weinbauort, dessen Lagen zur Großlage Weinsteige im Bereich Remstal-Stuttgart des Weinbaugebietes Württemberg gehören.

### Verkehr
Gerlingen ist durch die Bundesautobahn 81 (Ausfahrt 18 Stuttgart-Feuerbach, drei Kilometer bis Gerlingen) an das überregionale Straßennetz angebunden.
Die Stadtbahnlinie U6 (Gerlingen–Hauptbahnhof–Flughafen/Messe) verbindet Gerlingen mit dem Stuttgarter Nahverkehrsnetz.

### Ansässige Unternehmen
In Gerlingen ist die Robert Bosch GmbH, der größte Automobilzulieferer der Welt, ansässig. Die Firmen Endress+Hauser Conducta GmbH (Messtechnik), Trumpf GmbH + Co KG (Maschinen- und Anlagenbau) sowie die Mühleisen GmbH (Präzisionsteile) unterhalten Werke bzw. Niederlassungen in Gerlingen. Die DEHA-Gruppe, ein Systemverbund aus fünf Elektrogroßhandelsunternehmen, hat ihren Sitz ebenfalls in Gerlingen.

### Bildung
Neben einem Gymnasium (Robert-Bosch-Gymnasium) und einer Realschule gibt es mit der Pestalozzi-Schule und der Breitwiesenschule zwei Grundschulen. Zudem hat die Pestalozzi-Schule eine Außenstelle in der Waldsiedlung. Die Haupt- sowie Werkrealschule wurden vor wenigen Jahren geschlossen. Für die kleinsten Gerlinger bietet die Stadt fünf Kindergärten und eine Kinderkrippe an. Daneben gibt es je zwei evangelische und römisch-katholische Kindergärten und einen privaten Montessori-Kindergarten.
Darüber hinaus existiert noch eine große Volkshochschule im denkmalgeschützten ehemaligen Feuerwehrhaus.

### Ver- und Entsorgung

#### Strom- und Gasversorgung
Eigentümer des Strom- und Gasnetzes ist die Energieversorgung Strohgäu GmbH & Co. KG, ein gemeinsames Unternehmen der Städte Gerlingen und Korntal-Münchingen sowie der Netze BW GmbH.
Gerlingen verfügt über ein 110-kV-Umspannwerk, über das entsprechende Leitungen nach Leonberg und Ditzingen führen. Die Leitung nach Ditzingen ist im Unterschied zur Leitung nach Leonberg zweikreisig, allerdings wird ein Stromkreis mit 20 kV betrieben.

#### Wasserversorgung
Das gesamte Stadtgebiet wird vom kommunalen Eigenbetrieb Städtisches Wasserwerk Gerlingen ausschließlich mit Trinkwasser vom Zweckverband Bodensee-Wasserversorgung versorgt.

#### Abwasserbeseitigung
Die Abwasserreinigung erfolgt im Gruppenklärwerk Ditzingen, das zu 60 Prozent im Besitz von Stuttgart und zu 40 Prozent im Besitz von Ditzingen ist und von der Stadtentwässerung Stuttgart (SES) betrieben wird. Das gereinigte Abwasser wird in die Glems eingeleitet.

#### Abfallentsorgung
Die Abfallentsorgung wird von der Abfallverwertungsgesellschaft des Landkreises Ludwigsburg mbH (AVL) übernommen, einer 100-prozentigen Tochtergesellschaft des Landkreises Ludwigsburg. Die AVL ist beauftragt, die Aufgaben zur Vermeidung, Verwertung und Beseitigung von Abfällen im Auftrag des Landkreises Ludwigsburg zu erfüllen.

## Persönlichkeiten

### Ehrenbürger
- 1892: Johann Jakob Mitschelen, Ortsvorsteher
- 1957: Fritz von Graevenitz, Maler und Bildhauer
- 1967: Otto Schöpfer, Stadtarchivar
- 1974: Gottlieb Eisele, Ortsvorsitzender im Volksbund Deutsche Kriegsgräberfürsorge
- 1983: Friedrich Schaffert, Stadtarchivar
- 1983: Wilhelm Eberhard, Bürgermeister
- 2015: Albrecht Sellner, Bürgermeister

### Söhne und Töchter der Stadt
- Jakob Weidle (1670–1740), Weingärtner und Weinforscher
- Johann Konrad Kapp (1788–nach 1849), Amtmann und Amtsvorstand des Thurn und Taxisschen Amts Scheer
- Johannes Rebmann (1820–1876), Missionar, Sprachforscher und Geograph, 1848 „Entdecker“ des Kilimandscharo
- Johannes Zimmermann (1825–1876), Missionar und Sprachforscher
- Wilhelm Gutbrod (1890–1948), Gründer der Motorradfabrik Standard-Fahrzeugfabrik in Ludwigsburg und des Gutbrod-Werks in Plochingen am Neckar
- Gustav Schopf (1899–1987), Maler
- Rainer Wieland (* 1957), Jurist und Politiker, Vizepräsident des Europäischen Parlaments
- Markus Rösler (* 1961), Landschaftsökologe und Landschaftsökonom, Abgeordneter im Landtag Baden-Württemberg (Bündnis 90/Die Grünen), Nachfahre von Johannes Rebmann
- Besarta Leci (* 1993), Fußballspielerin
- Laurents Hörr (* 1997), Autorennfahrer
- Franz Böhm (* 1999), Regisseur und Filmproduzent

### Mit Gerlingen verbunden
- Johann Ulrich Erhard (ca. 1649–1718), Lyriker und Gymnasiallehrer, Pfarrer im Ort
- Hermann Missenharter (1886–1962), Schriftsteller, Kunsthistoriker und Theaterkritiker, lebte und starb in seinem Haus auf der Gerlinger Höhe
- Friederike Sailer (1920–1994), Opernsängerin (Sopran), lebte in Gerlingen
- Kurt Schips (1927–2022), Ingenieur, Manager und Funkamateur. Er wirkte ab 1974 als Direktor und Geschäftsführer der Robert Bosch GmbH in Stuttgart
- Adolf Kabatek (1931–1997), deutscher Manager und Comicautor, lebte ab 1950 bis zu seinem Tod in Gerlingen[16]
- Willy Schnell (* 1927), deutscher Oboist und Hochschullehrer, lebt in Gerlingen
- Jürgen Wöhler (* 1950), Jurist und Manager, lebt in Gerlingen
- Norbert Sternmut (* 1958), deutscher Schriftsteller und Maler, wuchs in Gerlingen auf
- Smudo (* 1968), Geburtsname Michael Schmidt, Sänger der Fantastischen Vier